# دوروثي هيستر ستينزيل
دوروثي هيستر ستينزيل (بالإنجليزية: Dorothy Hester Stenzel)‏ هي طيارة أمريكية، ولدت في 14 سبتمبر 1910، وتوفيت في 25 فبراير 1991.